# Mableton (Géorgie)
Pour les articles homonymes, voir Mapleton (homonymie).
Mableton est une census-designated place du comté de Cobb, en Géorgie (États-Unis). D'après le recensement des États-Unis de 2010, on y compte 37 115 habitants. D'après le Bureau du recensement des États-Unis, elle couvre une superficie de 20,8 mi2 (53,9 km2).
La localité est nommée en l'honneur de Robert Mable, qui y a acheté 300 acres (environ 120 hectares) le 11 septembre 1843.

## Histoire
En décembre 1881, la Southern Railway ouvre une station ferroviaire à Mableton. L'année suivante, le 28 juin, un bureau de poste est ouvert, remplaçant celui de Bryantville, située à environ 3 km au sud-est.

## Démographie
| Groupe            | Mableton | Géorgie | États-Unis |
| ----------------- | -------- | ------- | ---------- |
| Blancs            | 45,6     | 59,7    | 72,4       |
| Afro-Américains   | 39,5     | 30,5    | 12,6       |
| Autres            | 9,1      | 4,1     | 6,2        |
| Métis             | 3,0      | 2,1     | 2,9        |
| Asiatiques        | 2,2      | 3,3     | 4,8        |
| Amérindiens       | 0,7      | 0,3     | 0,9        |
| Total             | 100      | 100     | 100        |
|                   |          |         |            |
| Latino-Américains | 18,5     | 8,8     | 16,7       |

Selon l'American Community Survey, pour la période 2011-2015, 74,52 % de la population âgée de plus de 5 ans déclare parler l'anglais à la maison, 17,74 % l'espagnol, 3,71 % une langue africaine, 1,31 le français et 2,72 % une autre langue.
| 2000   | 2010   | 2020   | - | - | - |
| ------ | ------ | ------ | - | - | - |
| 29 729 | 37 115 | 40 834 | - | - | - |